# Detroit Publishing

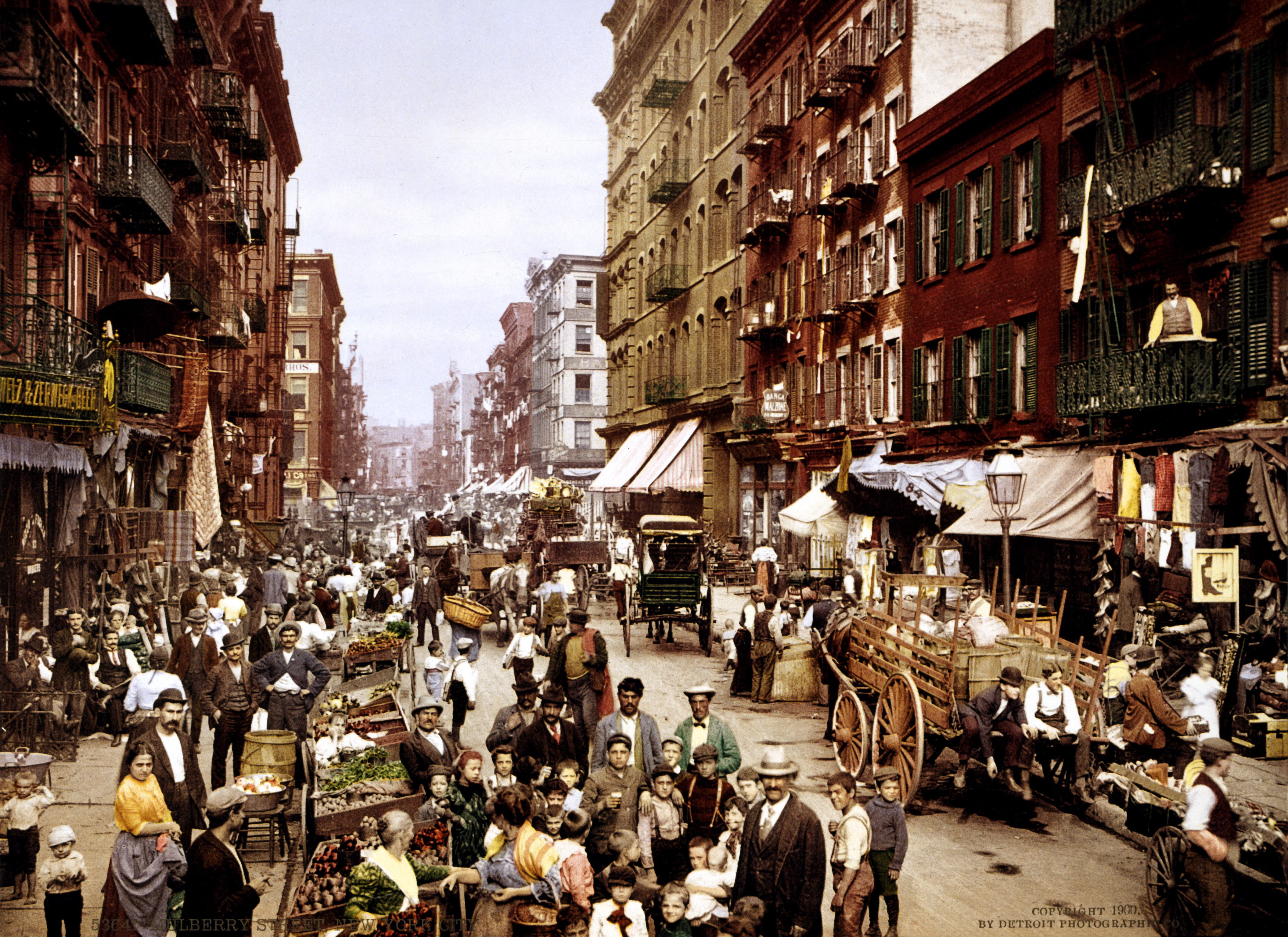
Detroit Photographic: Fotochromová pohlednice ulice Mulberry Street, Manhattan, New York City, asi 1900, snímek demonstruje typickou barevnou charakteristiku procesu

Detroit Publishing Company (Detroitské nakladatelství, dříve Detroit Photographic Company - Detroitská fotografická společnost) byla americká fotografická nakladatelská společnost známá velkým sortimentem barevných fotochromových pohlednic.
Společnost byla založena jako Detroit Photographic Company (Detroitská fotografická společnost) v 90. letech 19. století detroitským podnikatelem a vydavatelem Williamem A. Livingstonem juniorem a fotografem a vydavatelem Edwinem H. Husherem. Společnost měla exkluzivní práva na fotochromový proces na americkém trhu. Technika fotochromatického tisku byla vyvinuta pro komerční využití v 80. letech 19. století litografem v Curychu Hansem Jakobem Schmidtem (1856-1924) ve švýcarské společnosti Orell Füssli. Při ní se negativ černobílé fotografie prosvítí na litografický kámen potřený směsí asfaltu. Pro každou tiskovou barvu se přitom vyrobí a vyvolá samostatná asfaltová kopie. Skoro sto let se pak udržel jako nejefektivnější bezrastrový litografický proces k výrobě vysoce kvalitních barevných reprodukcí, její největší rozkvět byl v době před první světovou válkou. Umožňoval společnosti produkci fotorealistických barevných motivů dlouho předtím, než začala být barevná fotografie ekonomicky přijatelnou. Společnost se specializovala na pohlednice z amerických a evropských oblastí, včetně městských panoramat, reprodukcí uměleckých děl, přírodních památek a folklóru.

## Historie
Nejznámějším fotografem společnosti byl William Henry Jackson, který vstoupil do firmy v roce 1897. S sebou přinesl odhadem 10 000 negativů - základ společnosti a jejích fotografických archivů -, ze kterých se vyrábělo vše od fotografických pohlednic až po mamutí panoramata. V roce 1898 byl zvolen prezidentem. V roce 1903 se Jackson stal ředitelem společnosti a začal mít tak méně času na cestování a fotografování. V roce 1905 společnost změnila své jméno z Detroit Photographic Co. na Detroit Publishing Co.
Na začátku první dekády 20. století vydavatelská firma rozšířila své archivy, zahrnovala fotografické kopie uměleckých děl, které se staly populárními vzdělávacím prostředkem stejně jako levná dekorací bytů. Během první světové války společnost čelila poklesu prodejů jak v důsledku válečné ekonomiky tak i konkurenci levnějších a pokročilejších metod tisku. Společnost v roce 1924 vyhlásila bankrot a byla zrušena v roce 1932.
Během svého vrcholu společnost Detroit Publishing disponovalo celkem 40 000 negativy pro svou vydavatelskou činnost a mělo prodej sedmi milionů výtisků ročně. Obchodní cestující, katalogy zásilkového obchodu, a několik maloobchodních prodejen agresivně prodávalo výrobky společnosti. Společnost mělo několik prodejen - v Detroitu, New Yorku, Los Angeles, Londýně a Curychu, a také prodávalo své obrazy v populárních turistických místech a posílalo poštou. Na vrcholu úspěchu firma zaměstnávala zhruba čtyřicet řemeslníků a tucet nebo více obchodních cestující. V úspěšném roce zveřejnila odhadem sedm milionů printů.
V roce 1936 Edsel Ford za pomoci svého otce Henryho Forda koupil 40 000 Jacksonových negativů z pozůstalosti Livingstone pro Edison Institute známý dnes jako Greenfield Village v Dearborn, Michigan. Nakonec byly Jacksonovy negativy rozděleny mezi Coloradskou historickou společnost (pohledy na západ od Mississippi) a Library of Congress Prints and Photographs Division (všechny ostatní pohledy).
Dnes jsou Jacksonovy fotografie umístěny v americké kongresové knihovně. Tato kolekce fotografií obsahuje více než 25 000 skleněných negativů a transparentních fólií spolu s přibližně 300 barevnými fotolitografickými tisky, většinou z oblasti východních Spojených států. Jacksonova sbírka (Jackson/Detroit collection) také obsahuje menší počet 900 desek z mamutího fotoaparátu, které byly pořízeny na několika tratích ve Spojených státech a Mexiku v 80. a 90. letech 19. století. Sbírka také zahrnuje pohledy z Kalifornie, Wyoming a kanadských hor Rockie mountains. Takzvaný „mamutí fotoaparát“ umožňoval používat citlivé desky, které byly obvykle o rozměrech 18 - 21 palců, ale velikost se měnila v rozmezí od 15 do 18 palců až po rozměry 22 - 25 palců.

## Galerie

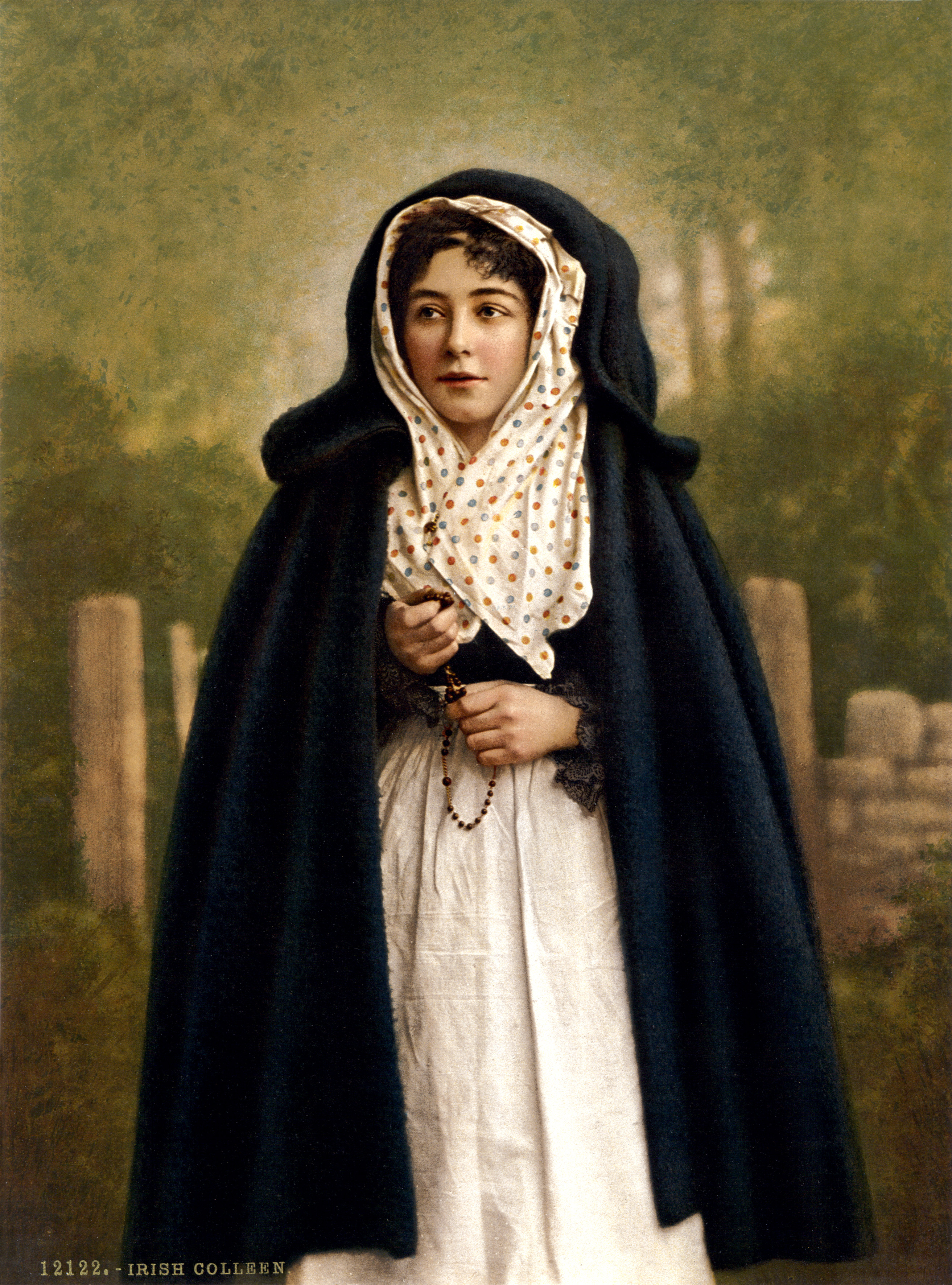
Irská dívka s modrým šátkem, 1890-1900
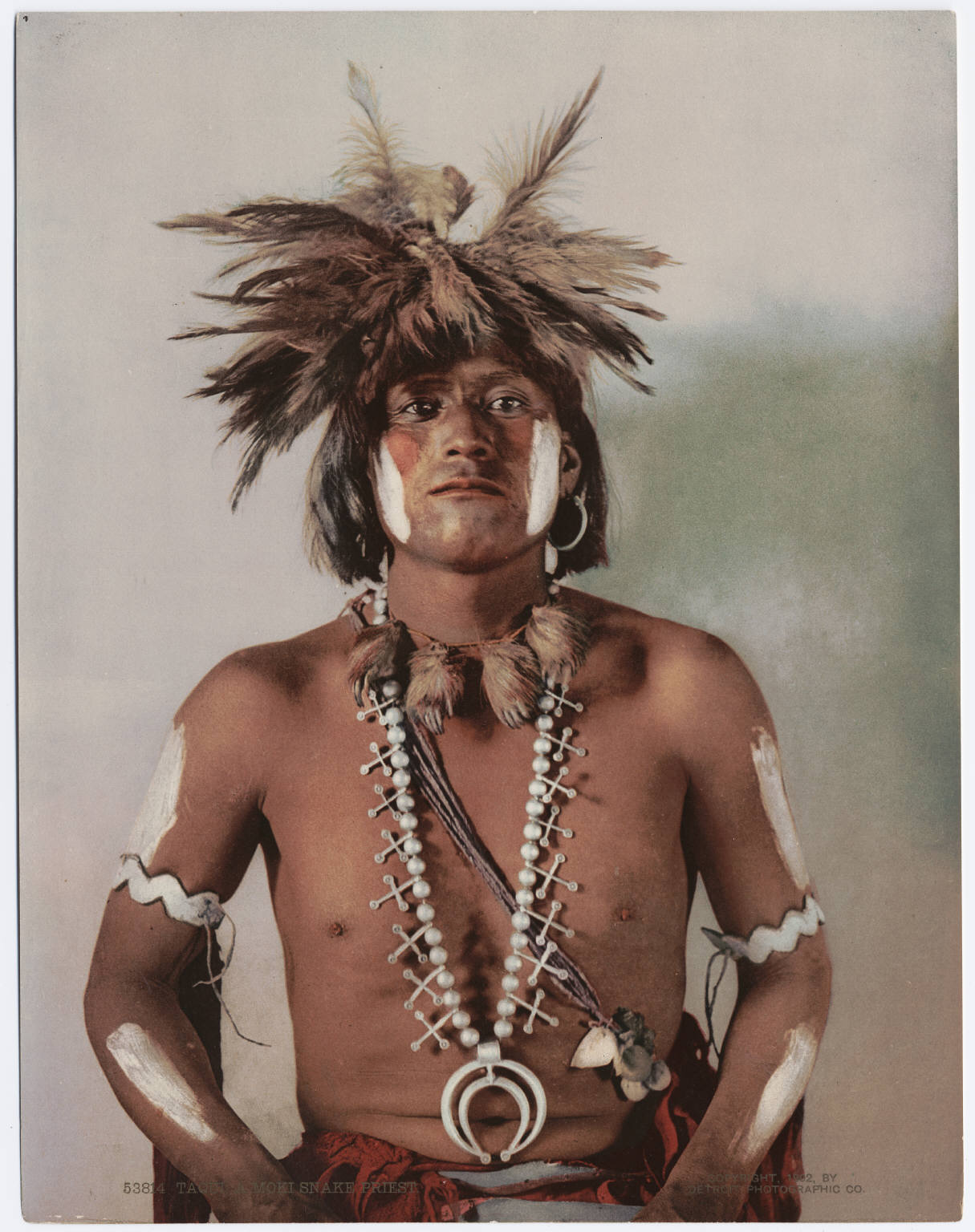
Indián, pohlednice, 1897-1924
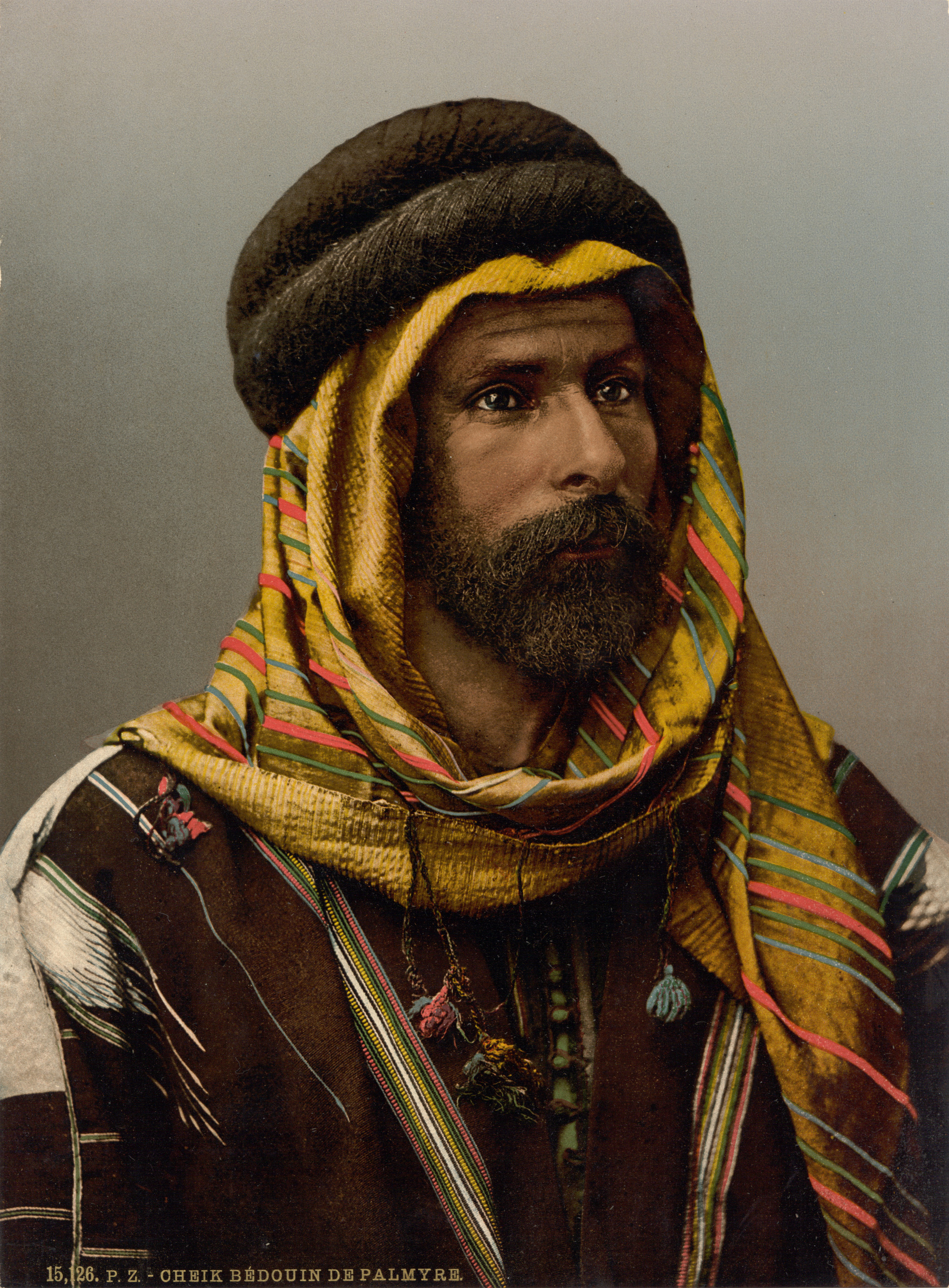
Beduín, 1890-1900
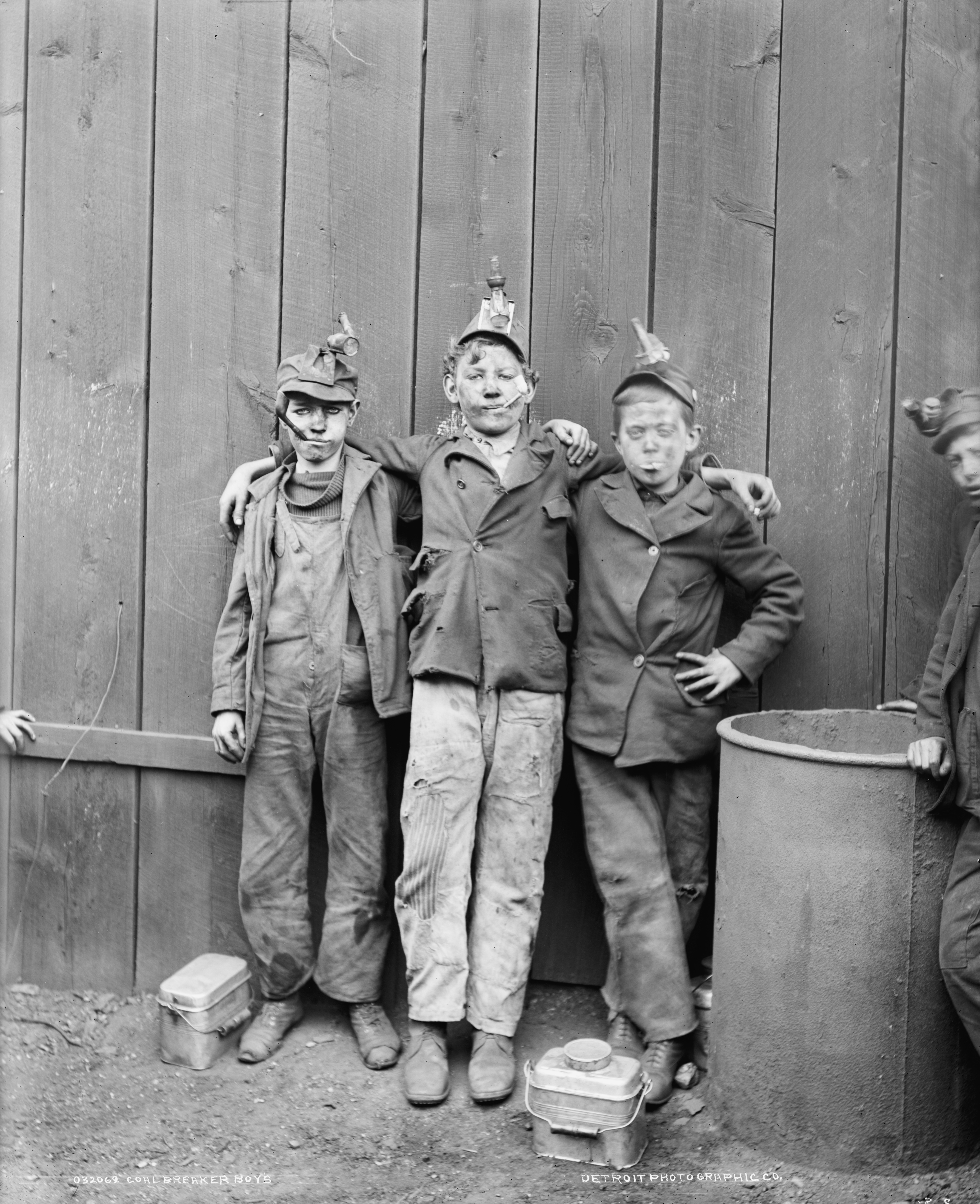
Breaker Boys, Kingston, suchá deska 8x10 palců, 1890-1910
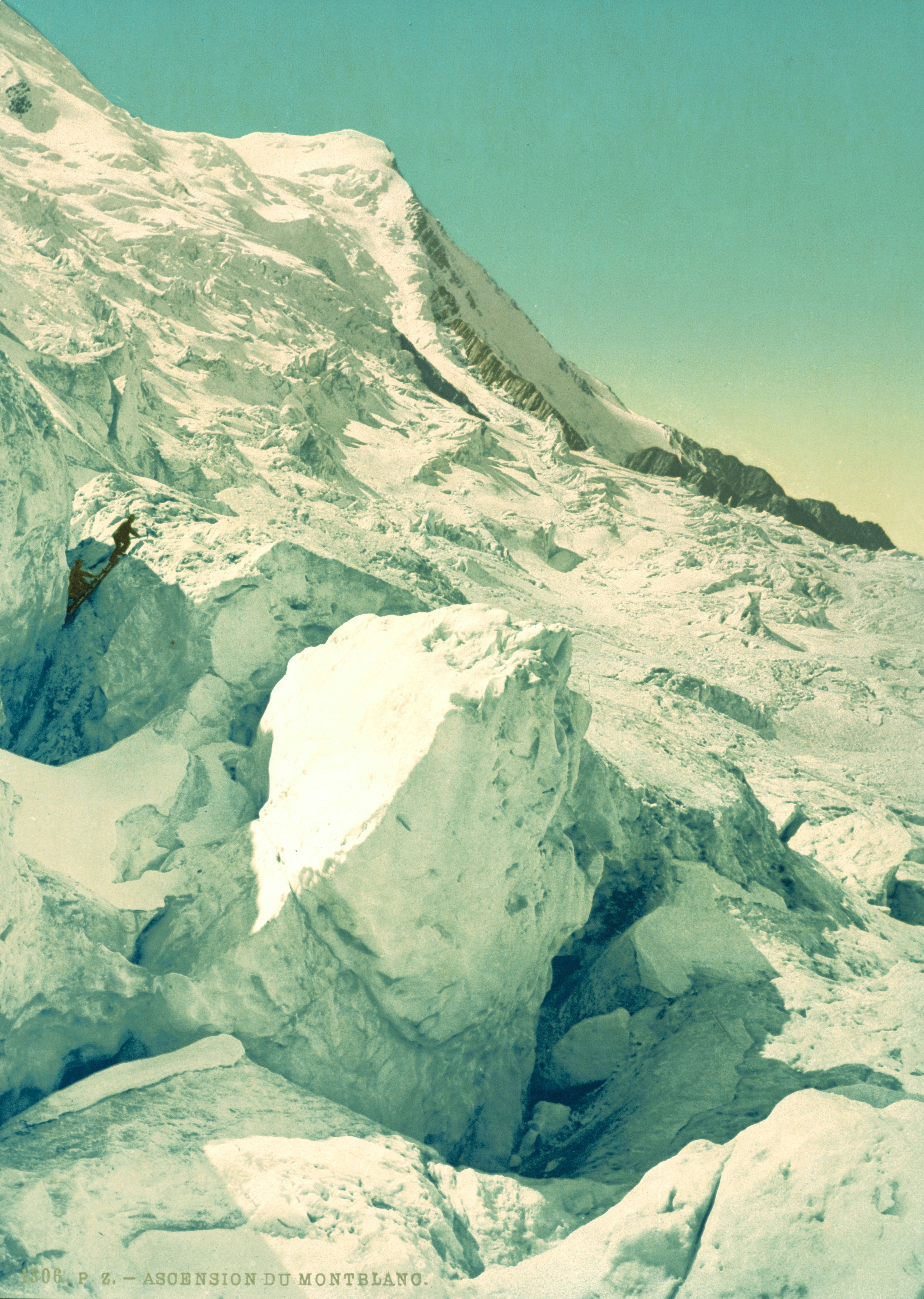
Mont Blanc, Chamonix Valley, Francie, 1890-1910
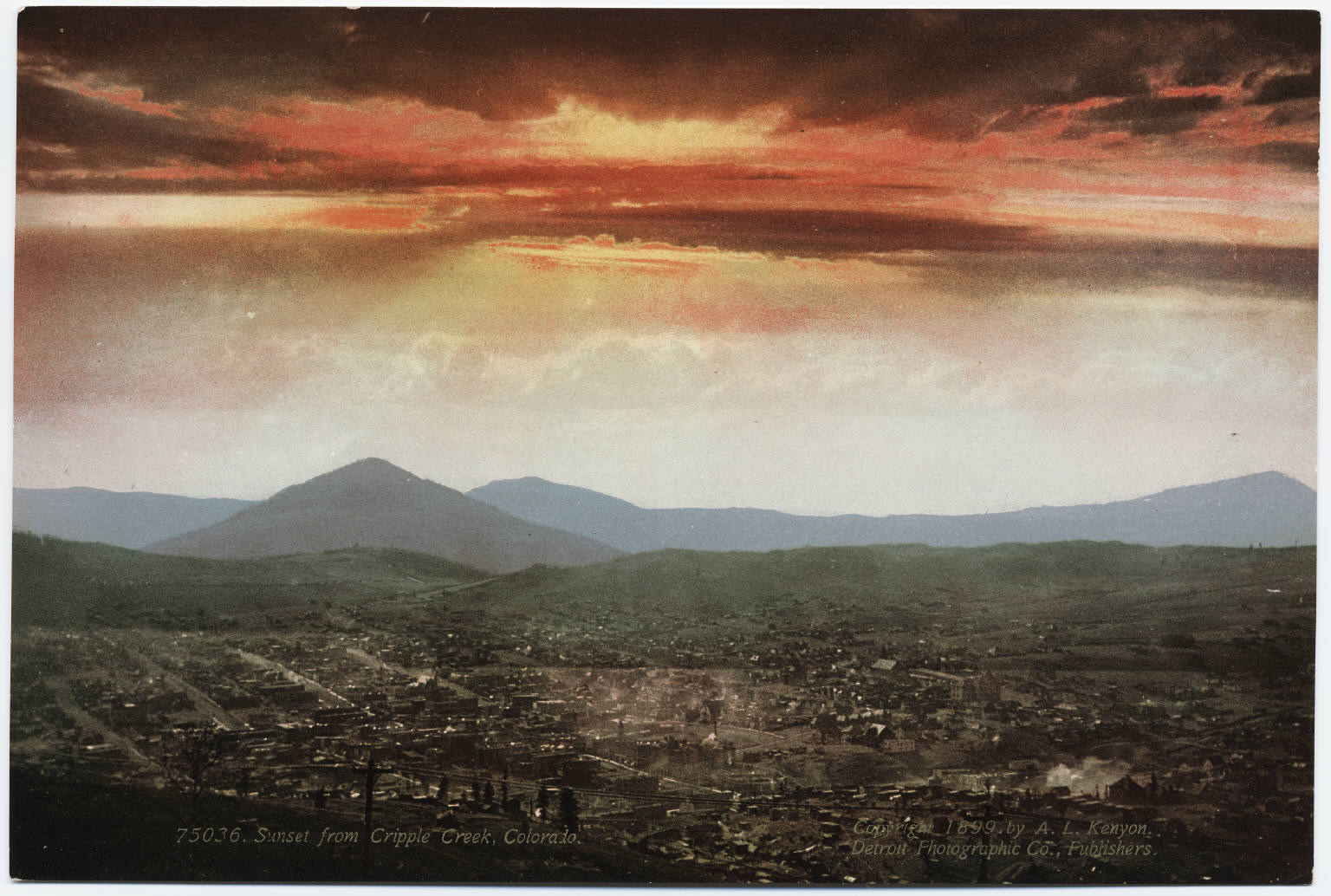
Pohlednice krajiny, asi 1897-1899
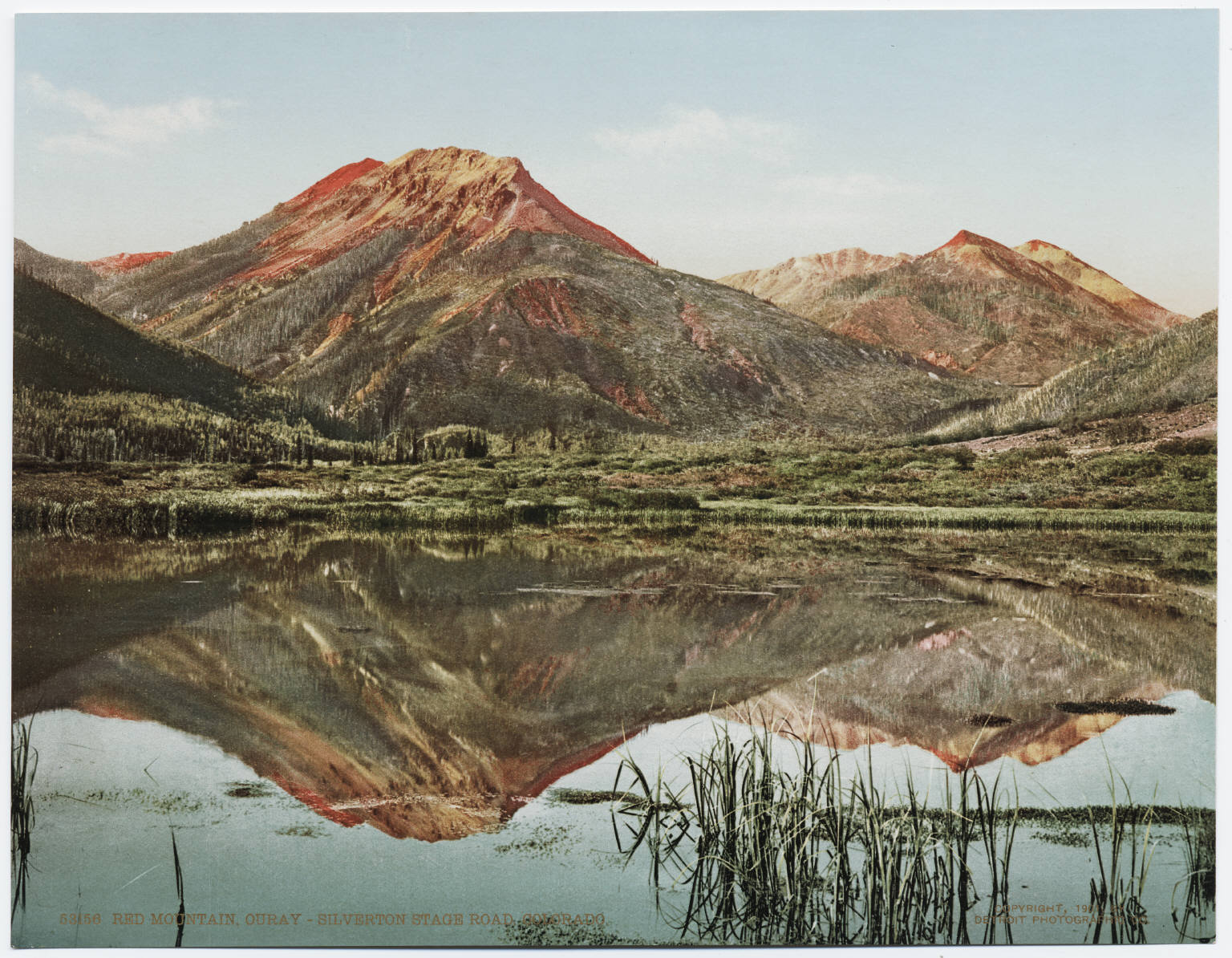
Pohlednice krajiny, 1897-1924
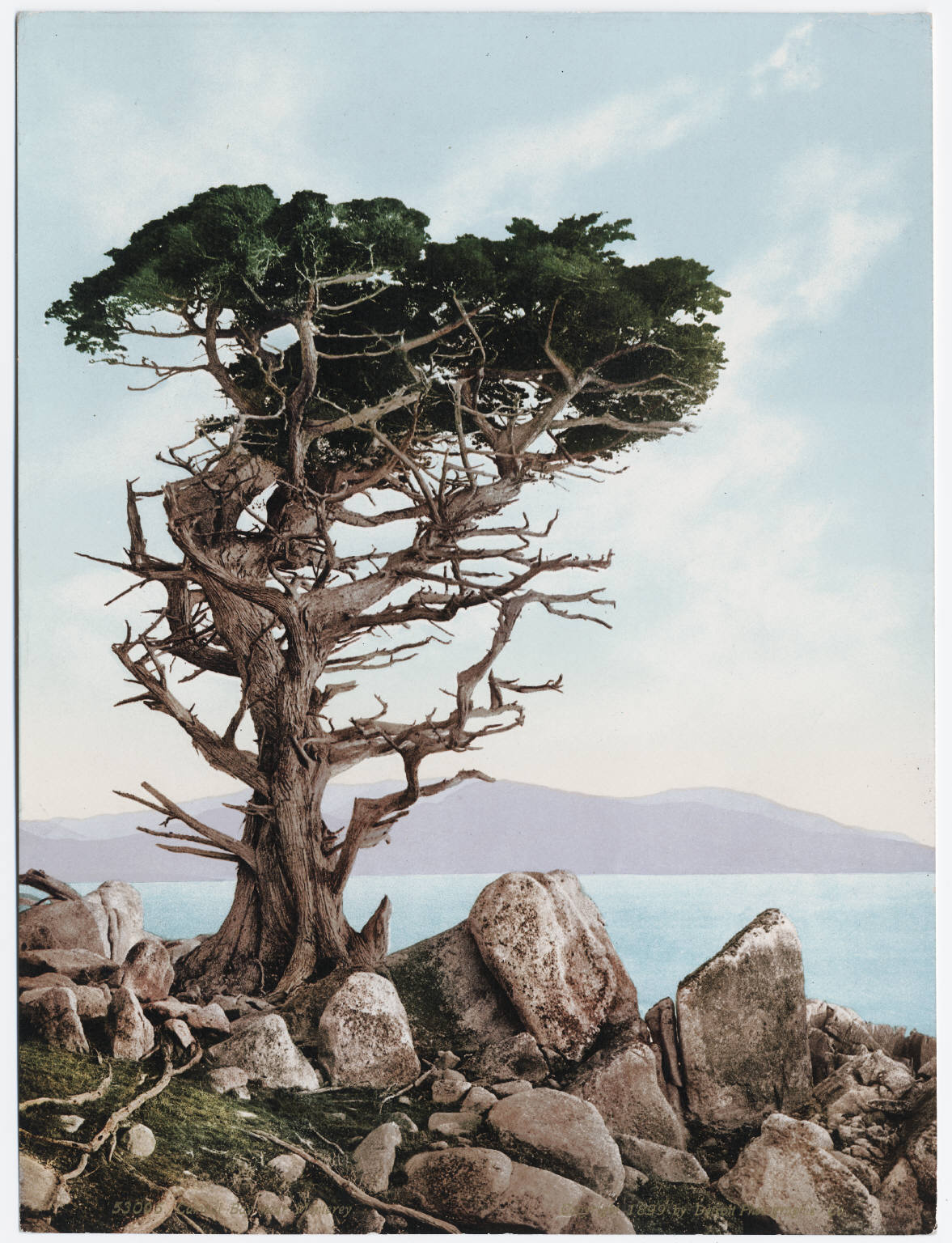
Pohlednice krajiny, 1897-1924
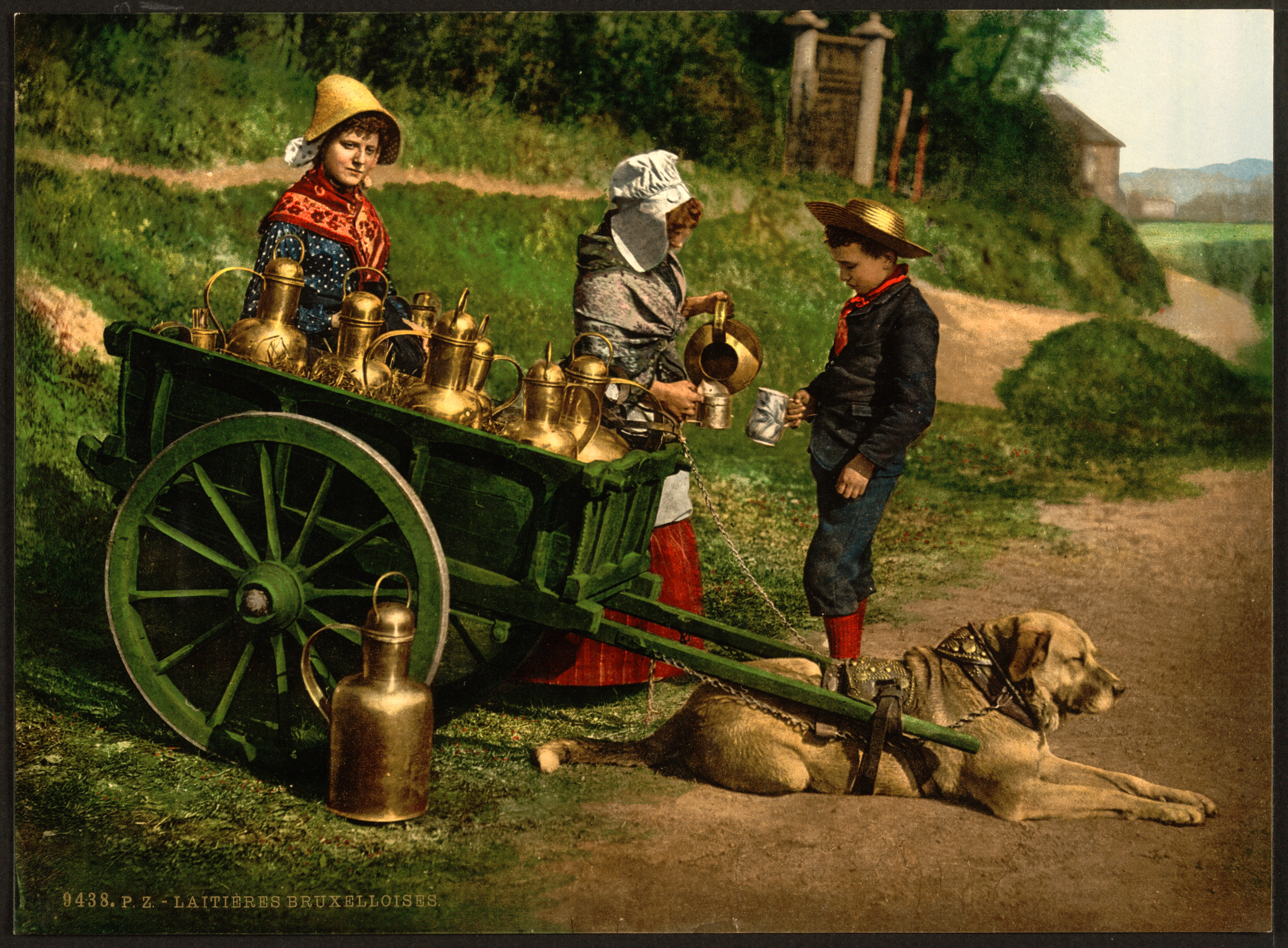
Belgický mlékař se psím spřežením, asi 1890–1900
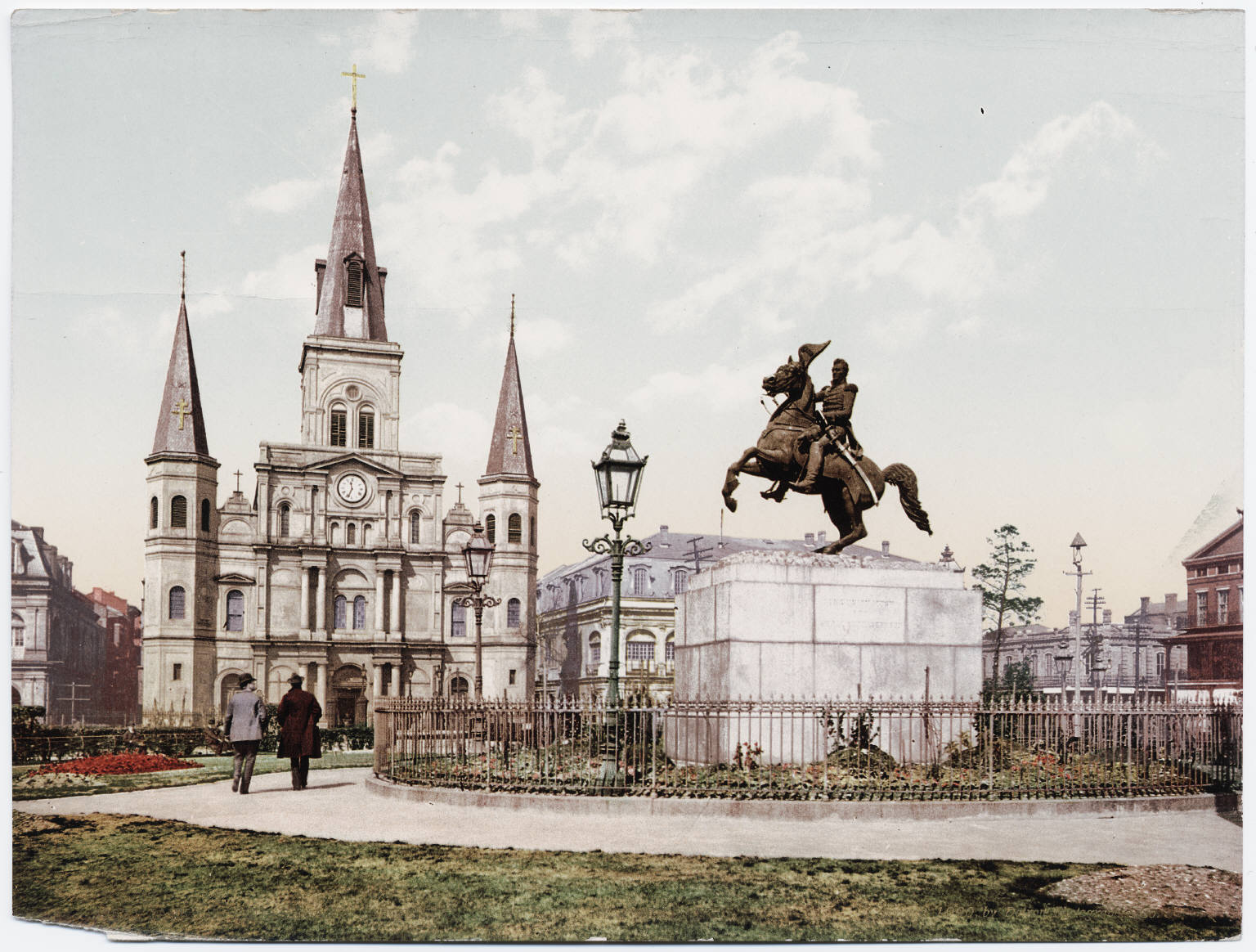
Pohlednice New Orleans, 1897-1924
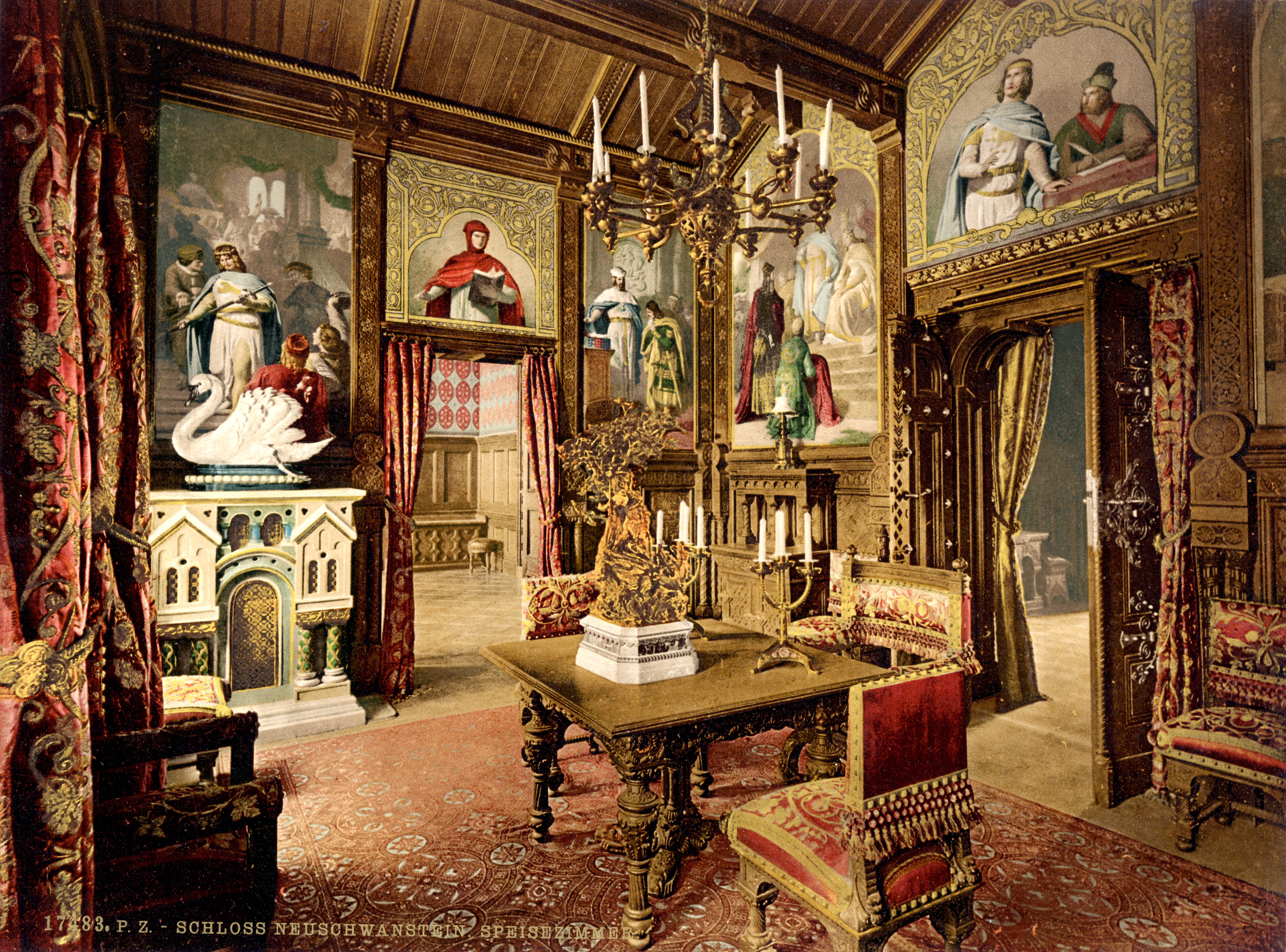
Zámek Neuschwanstein, jídelna, 1886
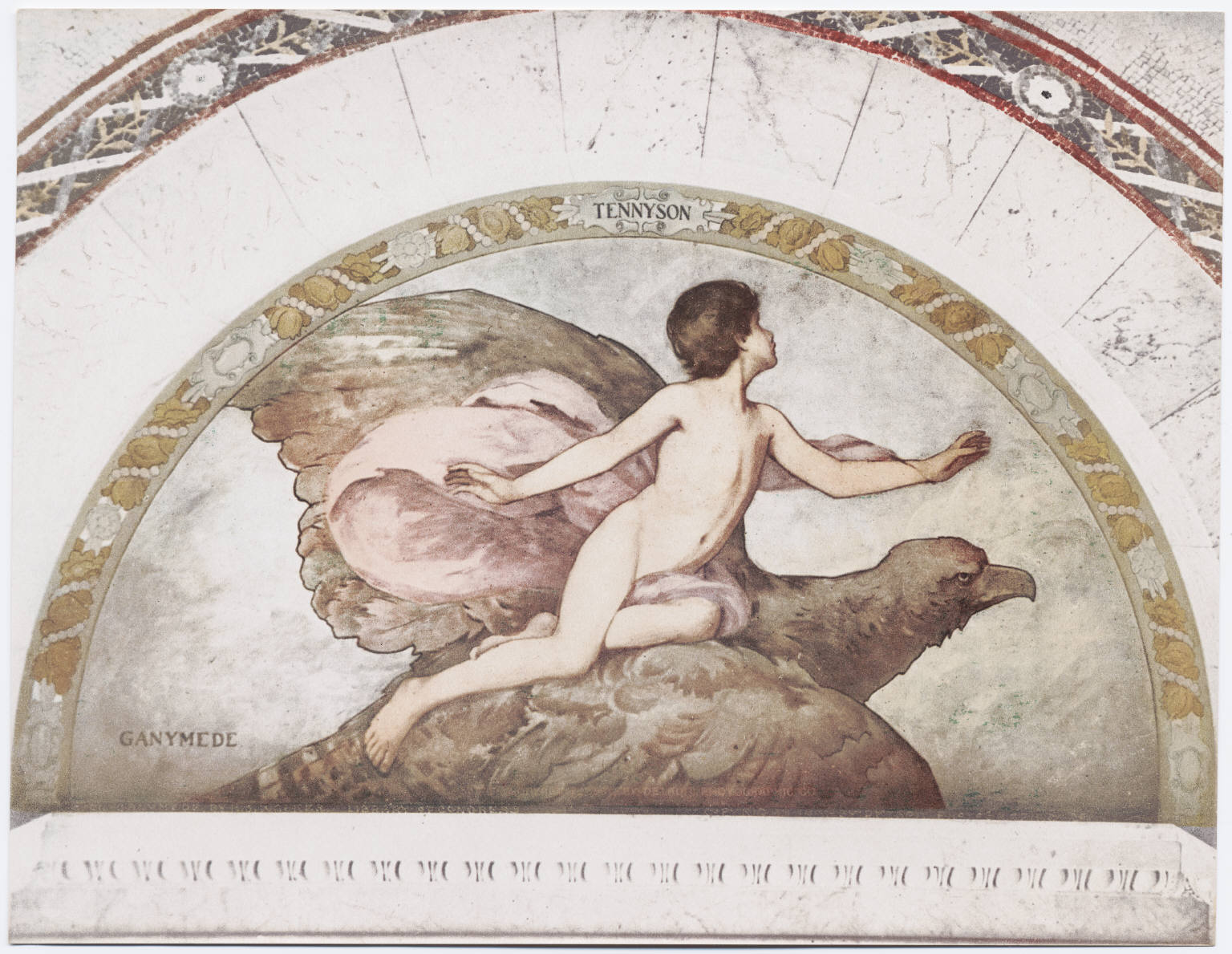
Pohlednice uměleckého díla, 1897-1924